# Barfuß durch die Hölle
Barfuß durch die Hölle (人間の條件, Ningen no jōken, wörtlich: „Die Bedingungen des Menschseins“ (conditio humana)) ist eine japanische Monumentalfilm-Trilogie, die von 1959 bis 1961 entstand. Die Filme basieren auf einem Roman von Gomikawa Jumpei (五味川 純平, 1916–1995). Eine andere, später entstandene japanische Fernsehverfilmung in 7 Teilen mit gleicher Geschichte wurde 1967 im ZDF ausgestrahlt.

## Hintergrund
Regie führte Masaki Kobayashi und die Hauptrolle spielte Tatsuya Nakadai.  Die Trilogie folgt dem Leben von Kaji, einem japanischen Pazifisten und Sozialisten, der versucht, im faschistischen und repressiven Kaiserreich Japan in den Jahren des Zweiten Weltkriegs zu überleben. Die Entwicklung des Charakters Kaji im Verlauf der Trilogie wurde vielfach mit Begeisterung aufgenommen. Jeder der Filme ist zweigeteilt und insgesamt beträgt die reine Spielzeit der Trilogie neun Stunden und siebenundvierzig Minuten.

## Handlung

### Barfuß durch die Hölle
Der erste Teil aus dem Jahr 1959 beginnt damit, dass Kaji trotz all seiner Zukunftsängste seine Angebetete Michiko heiratet. Das Paar zieht daraufhin in die japanisch kolonisierte Mandschurei, wo Kaji einer Gruppe von chinesischen Strafarbeitern als Aufseher zugewiesen ist. Er scheitert dort an seinem Versuch, seine humanistischen Denkansätze mit der brutalen Realität des imperialistischen Arbeitslagers zu vereinbaren.

### Barfuß durch die Hölle: Die Straße zur Ewigkeit
Nachdem Kaji seine Befreiung vom Militärdienst eingebüßt hatte, weil er chinesische Gefangene vor ungerechter Strafe bewahrte, wird er im zweiten Teil in die Kwantung-Armee eingezogen. Konträr zu seiner antimilitaristischen Einstellung erweist sich Kaji in seiner Ausbildung als hervorragender Soldat, versucht aber im Umgang mit den anderen Soldaten seine Ideale umzusetzen, entgegen aller vorherrschenden Brutalität. Der Film endet mit der erfolgreichen sowjetischen Invasion in der Mandschurei.

### Barfuß durch die Hölle: … und dann kam das Ende
Im letzten Film sind die japanischen Streitkräfte vernichtend geschlagen. Mit einigen seiner Kameraden macht sich Kaji auf einen gewaltigen Fußmarsch nach Süden, wo er Michiko wiederzufinden hofft. Nachdem er viele Gefahren überlebt hat, wird er von der Roten Armee gefasst und muss daraufhin eine ähnliche Behandlung erdulden, wie sie die Chinesen zuvor erfahren hatten. Nach einiger Zeit gelingt ihm die Flucht. Enttäuscht vom Kommunismus, von dem er sich eine Befreiung der Menschheit erhofft hatte, erkennt er, dass dieses neue System keinen Deut besser ist als alles, wogegen er sich bisher aufgelehnt hatte. Er träumt weiterhin davon, seine Frau wiederzufinden, und muss schließlich seine letzte große Prüfung gegen die weite Ödnis des eurasischen Winters bestehen.

## Rezeption
Der britische Filmkritiker David Shipman beschrieb die Trilogie 1983 in seinem Buch The Story of Cinema als „zweifellos großartigsten Film, den es je gab“ (“unquestionably the greatest film ever made”).
Der deutsche Filmwissenschaftler Kay Weniger bezeichnete Barfuß durch die Hölle in seinem Personenlexikon des Films als „Meisterwerk japanischer Filmkunst“. Dort heißt es:

„Der Krieg in seinen grausamen Details verliert bei Kobayashi, dem damals gängigen, japanischen Denken von Heldentum gänzlich widersprechend, jedwede heroische Komponente, das erbärmliche Sterben im Zeitalter allgemeiner Entmenschlichung entzieht sich jeder Glorifizierung. Kobayashi zog in ‚Barfuß durch die Hölle‘ ein deprimierendes Resumée: der Mensch – hier sein anfänglich noch zögerlicher ‘Held’ Kaji – gelangt erst spät, letztlich zu spät, zu dringend notwendigen Einsichten und ist oft gefangen in seinem sozialen und politischen Umfeld.“